# París-Roubaix 1956
La París-Roubaix 1956 fou la 54a edició de la París-Roubaix. La cursa es disputà el 8 d'abril de 1956 i fou guanyada pel francès Louison Bobet, que s'imposà a l'esprint a la meta de Roubaix. El belga Alfred de Bruyne i el també francès Jean Forestier foren segon i tercer respectivament.
80 ciclistes acabaren la cursa.

## Classificació final
|    | Ciclista            | Equip                     | Temps      |
| -- | ------------------- | ------------------------- | ---------- |
| 1  | Louison Bobet       | Bobet-BP-Hutchinson       | 6h 01' 26" |
| 2  | Alfred de Bruyne    | Mercier-BP-Hutchinson     | m. t.      |
| 3  | Jean Forestier      | Follis-Dunlop             | m. t.      |
| 4  | Rik van Steenbergen | Elve-Peugeot              | m. t.      |
| 5  | Bernard Gauthier    | Mercier-BP-Hutchinson     | m. t.      |
| 6  | Nello Lauredi       | Helyett-Potin             | m. t.      |
| 7  | Germain Derijcke    | Van Hauwaert-Faema-Guerra | + 53"      |
| 8  | André Vlaeyen       | Elve-Peugeot              | m. t.      |
| 9  | Jean Robic          | Essor                     | m. t.      |
| 10 | Gilbert Bauvin      | St.Raphael-Geminiani      | m. t.      |